# Mario Battaglini
Mario Battaglini (Rovigo, 20 ottobre 1919 – Padova, 1º gennaio 1971) è stato un rugbista a 15 e allenatore di rugby a 15 italiano, ritenuto tra i pionieri della disciplina in Italia. Giocatore dal fisico imponente, il suo ruolo d'elezione era flanker, anche se giocò occasionalmente nei ruoli di seconda linea e apertura.

## Carriera
Battaglini esordì nel 1936 nel campionato italiano della GIL, con la squadra di Rovigo.
Nel 1939 la squadra vinse il campionato GIL battendo in finale il Milano per 14-0 e Battaglini contribuì con un drop e un calcio piazzato.
Nella stagione successiva passò all'Amatori Milano, con cui si laureò subito campione d'Italia; contemporaneamente giunse l'esordio in Nazionale.
Fu di nuovo a Rovigo nella stagione 1940/41; poi fu chiamato militare e partì in guerra per la campagna di Russia; tornato dal fronte nel 1943, disputò gli ultimi tre incontri di campionato con l'Amatori Milano.
Trasferitosi in Francia, dapprima al Vienne (con cui raggiunse la semifinale di campionato), poi al Tolone, tornò in Italia per ricoprire il ruolo di giocatore-allenatore del Rovigo, con il quale vinse tre titoli di campione d'Italia consecutivi, tornando a giocare in Nazionale.
Nel 1953 passò al Treviso, sempre come giocatore-allenatore; con analogo ruolo chiuse la carriera agonistica nel Bologna.
Da allenatore allenò, oltre alle citate, anche le Fiamme Oro e il Petrarca, entrambe a Padova.
Tra i primi rugbisti italiani a giocare fuori dal suo Paese, fu soprannominato in Francia Le grand Batta e Le roi des buteurs ("Il re dei marcatori"), in ragione della sua precisione nei calci piazzati; tra i sukoi gesti tecnici più rilevanti figura la trasformazione tra i pali di un piazzato da 63 metri di distanza dalla linea di meta, ai tempi della militanza nel Vienne.
A seguito di un investimento automobilistico occorsogli il 29 dicembre 1970 mentre circolava in bicicletta a Rovigo, morì nella clinica chirurgica universitaria di Padova il capodanno successivo per via dei traumi riportati, a soli cinquantuno anni.
Al suo nome è intitolato lo stadio comunale del rugby di Rovigo.

## Palmarès

### Giocatore
- Campionati italiani: 5
Amatori Milano: 1939-40, 1942-43
Rovigo: 1950-51, 1951-52, 1952-53

### Allenatore
- Campionati italiani: 1
Fiamme Oro: 1957-58